# Marvin Phillips
Marvin Phillips (Jacksonville, Carolina del Norte, 28 de diciembre de 1983) es un jugador de baloncesto profesional estadounidense que se desempeña como ala-pívot.

## Carrera universitaria
Marvin Phillips empezó su carrera universitaria en Dodge City Community College en la ciudad de Dodge City, Kansas. Pasó su año "Freshman" antes de pasar a las Claflin Panthers donde terminó su carrera universitaria.

### Universidades
| Club                         | País           | Clase     | Año         |
| ---------------------------- | -------------- | --------- | ----------- |
| Dodge City Community College | Estados Unidos | Freshman  | 2001 - 2002 |
| Claflin Panthers             | Estados Unidos | Sophomore | 2002 - 2003 |
| Claflin Panthers             | Estados Unidos | Junior    | 2003 - 2004 |
| Claflin Panthers             | Estados Unidos | Senior    | 2004 - 2005 |

## Carrera profesional

### London Lightning
Con los London Lightning se consagró campeón de la Liga Nacional de Baloncesto de Canadá de la temporada 2012-13 y fue premiado con el MVP de dicha final. También se lo nombró MVP del juego de las estrellas de dicho año. Phillips promedió 14 puntos (45% puntos de campo como de largo alcance, siendo esta última líder estadístico en la liga), 7.6 rebotes y 1.4 robos en 38 partidos.

### Étoile
Llega al conjunto francés para disputar el Campeonato francés de baloncesto profesional 2014-2015, el equipo no alcanza los playoff al terminar en la decimosexta posición, lejos del último clasificado, pero evitando de esa forma descender.

### London Lightning
Vuelve a London Lightning donde nuevamente alcanzó la final de la Liga Nacional de Baloncesto de Canadá de la temporada 2015-16, no obstante en esta ocasión pierden la final por 4 - 3 contra Halifax Hurricanes. Promedió 19 puntos, 10 rebotes por partido en 36 partidos jugados.

### Caen Basket
Llega al conjunto francés para encara el Campeonato Nacional de Básquetbol Masculino 1, se clasifica a los playoff, pero es eliminado en la semifinal por Saint-Vallier Basket Drôme al perder 93 - 79.

### London Lightning
Vuelve a London Lightning donde nuevamente se consagró campeón de la Liga Nacional de Baloncesto de Canadá de la temporada 2016-17 al terminar ganando la serie final contra Halifax Hurricanes por 4 - 2.

### Defensor Sporting
De cara a la Liga Uruguaya de Básquetbol 2017-18 se confirma la llegada de Marvin al conjunto uruguayo, es la primera ficha extranjera que contrata el equipo. Consiguen clasificar a los playoff de la temporada ocupando el octavo lugar, la última plaza. En los cuartos de final los violetas eliminan a Goes al ganarle la serie 3 - 1. En la semifinal se miden ante Malvin, con quien terminan quedando eliminados al perder la serie 3-1. En 20 partidos jugados el estadounidense promedió 16,6 puntos, 7,3 rebotes, 2,1 asistencias en 27 minutos por encuentro.

### Argentino de Junín
El 31 de enero de 2018 se confirmó su llegada a Argentino en reemplazo de John Millsap de cara al desenlace de la Liga Nacional de Básquet 2017-18. Tras terminar la temporada regular se confirma la clasificación del equipo a los playoff.

### Clubes
Actualizado al 05 de mayo de 2018

| Club                           | País           | Año         |
| ------------------------------ | -------------- | ----------- |
| Georgia Knights                | Estados Unidos | 2005        |
| South Carolina Heat            | Estados Unidos | 2006        |
| Breakers                       | Estados Unidos | 2006 - 2007 |
| Pittsburgh Xplosion            | Estados Unidos | 2007        |
| Albany Patroons                | Estados Unidos | 2007        |
| Piratas de Bogotá              | Colombia       | 2007 - 2008 |
| Oklahoma City Cavalry          | Estados Unidos | 2008        |
| Fuerza Regia                   | México         | 2008 - 2010 |
| Iowa Wolves                    | Estados Unidos | 2009 - 2010 |
| Fort Wayne Mad Ants            | Estados Unidos | 2010 - 2011 |
| Erie BayHawks                  | Estados Unidos | 2011 - 2012 |
| London Lightning               | Canadá         | 2012 - 2014 |
| Rouen Métrople Basket          | Francia        | 2014        |
| London Lightning               | Canadá         | 2014 - 2015 |
| Étoile de Charleville-Mézières | Francia        | 2014 - 2015 |
| London Lightning               | Canadá         | 2015 - 2016 |
| Caen Basket                    | Francia        | 2015 - 2016 |
| London Lightning               | Canadá         | 2016 - 2017 |
| Defensor Sporting              | Uruguay        | 2017 - 2018 |
| Argentino de Junín             | Argentina      | 2018        |
| London Lightning               | Canadá         | 2018 - 2019 |
| KW Titans                      | Canadá         | 2018 - 2019 |
| Olimpia                        | Uruguay        | 2020 - 2021 |
| Capitol                        | Uruguay        | 2021 - 2022 |
| Vaqueros de Agua Prieta        | México         | 2022        |

## Palmarés

### Campeonatos internacionales
- Actualizado hasta el 04 de mayo de 2018.

| Título        | Club             | País   | Año         |
| ------------- | ---------------- | ------ | ----------- |
| Campeón NBL   | London Lightning | Canadá | 2012 - 2013 |
| Subampeón NBL | London Lightning | Canadá | 2015 - 2016 |
| Campeón NBL   | London Lightning | Canadá | 2016 - 2017 |

### Individuales
- Actualizado hasta el 04 de mayo de 2018.

| Título                               | Club             | País   | Año         |
| ------------------------------------ | ---------------- | ------ | ----------- |
| MVP de las finales de la NBL         | London Lightning | Canadá | NBL 2012-13 |
| Revelación NBL                       | London Lightning | Canadá | NBL 2012-13 |
| Partido de las Estrellas NBL         | London Lightning | Canadá | NBL 2012-13 |
| MVP del Partido de las Estrellas NBL | London Lightning | Canadá | NBL 2012-13 |